# CSM Știința Baia Mare
CSM Știința Baia Mare – rumuński zespół rugby z siedzibą w Baia Mare.
Drużyna swoje mecze rozgrywa na stadionie Lascăr Ghineț mieszczącym 1000 widzów.
Rumuńskie kluby rugby nie biorą udziału w europejskich rozgrywkach z powodu różnicy pomiędzy nimi a czołowymi drużynami w Europie. Natomiast rumuńska drużyna związkowa, uczestniczy co roku w Europejskim Puchar Challenge jako Bukareszt Rugby. 

## Historia
Drużyna rugby powstała w wielosekcyjnym klubie CSM Baia Mare w 1977 roku, a w najwyższej klasie rozgrywkowej zadebiutowała 27 sierpnia 1978. W 1990 roku zdobyła swój pierwszy tytuł mistrzowski okraszony zwycięstwem w pucharze kraju.
Na początku XXI wieku zespół dostał się do czołówki ligi rumuńskiej plasując się na podium lub tuż za nim. Przełamując trwającą od dekady hegemonię klubów z Bukaresztu – Dinamo i Steauy – drużyna zdobyła drugi tytuł mistrzów Rumunii w 2009 roku, potwierdzając swoją dominację również w dwóch kolejnych latach, dodatkowo w 2010 zdobywając puchar kraju.
W całej swojej historii jedynie przez dwa lata nie występowała w najwyższej klasie rozgrywkowej, a drużynę trenowało ogółem siedmiu szkoleniowców: Mitică Antonescu, Florin Popovici, Rada Trnyancsev, George Sava, Ovidiu Şugar, Vasile Lucaci i Eugen Apjok.
W 2003 roku klub został zdegradowany do drugiej ligi z powodu skandalu dopingowego, a kilkunastu graczy dostało dwuletnią dyskwalifikację.

## Sukcesy
- Mistrzostwo Rumunii (6):  1989-90, 2008-09, 2010, 2011, 2014, 2019
- Puchar Rumunii (5):  1980, 1990, 1999, 2010, 2012

## Skład 2011
| Imię i nazwisko       | Data urodzenia | Pozycja       |
| --------------------- | -------------- | ------------- |
| Cristian Balan        | 06.10.1980     | Filar         |
| Vasile Barlea         | 20.09.1976     | Filar         |
| Bogdan Botezatu       | 01.09.1984     | Filar         |
| Mihai Dico            | 16.08.1987     | Filar         |
| Paul Rusu             | 10.09.1984     | Filar         |
| Silviu Suciu          | 16.10.1991     | Filar         |
| Andrei Ursache        | 23.06.1990     | Filar         |
| Florin Bardasu        | 23.09.1991     | Młynarz       |
| Andrei Radoi          | 07.02.1987     | Młynarz       |
| Cosmin Cirtu          | 04.10.1976     | Wspieracz     |
| Marius Danila         | 08.03.1987     | Wspieracz     |
| Ionut Hristache       | 24.05.1984     | Wspieracz     |
| Tudor Matei           | 23.06.1990     | Wspieracz     |
| Marius Bejan          | 11.07.1979     | Rwacz         |
| Alin Dragoniciu       | 29.06.1991     | Rwacz         |
| Mihai Macovei         | 29.10.1986     | Rwacz         |
| Cristian Stoica       | 09.03.1984     | Rwacz         |
| Teodor Buzatu         | 11.03.1984     | Wiązacz       |
| Constantin Ene        | 08.08.1984     | Wiązacz       |
| Marcel Cretuleac      | 09.03.1985     | Łącznik młyna |
| Cristian Ionel Podea  | 22.02.1979     | Łącznik młyna |
| Ionuț Dimofte         | 30.09.1984     | Łącznik ataku |
| Vlad Ailenei          | 14.03.1987     | Łącznik ataku |
| Ionut Budusanu        | 15.02.1982     | Środkowy      |
| Vartic Cristian Dinis | 19.06.1983     | Środkowy      |
| Minya Csaba Gal       | 07.03.1985     | Środkowy      |
| Claudiu Gavriloia     | 15.11.1978     | Środkowy      |
| Andrei Nistor         | 06.06.1989     | Środkowy      |
| Georgel Catuna        | 07.04.1988     | Skrzydłowy    |
| Stefan Ciuntu         | 10.04.1986     | Skrzydłowy    |
| Adrian Mazare         | 23.04.1991     | Skrzydłowy    |
| Ioan Ionel Pop        | 19.01.1983     | Skrzydłowy    |
| Mihai Rosca           | 10.08.1987     | Skrzydłowy    |
| Danut Botezatu        | 08.06.1984     | Obrońca       |
| Ionut Botezatu        | 12.12.1987     | Obrońca       |
| Ionut Niacsu          | 01.01.1991     | Obrońca       |